# Győrbiró Jenő
Győrbiró Jenő (Fogaras, 1895. január 29. – Budapest, 1982. július 2.) gyógyszerész.

## Életpályája
Sárkányban a Hygiea patikában volt gyakornok. 1916-tól Kolozsváron, az Egyszarvú-hoz címzett gyógyszertárban dolgozott. 1917-től a budapesti Hungária és Ferenc József patikában volt. 1923–1973 között a Kígyó patika vezetője volt. 1924-ben a budapesti tudományegyetemen gyógyszerészmesteri diplomát szerzett. 1950–1970 között az Egészségügyi Dolgozók Szakszervezetének Budapest, I. kerületi vezetőségi tagja volt. 1973-ban nyugdíjba vonult. 1973–1982 között az Ernyey József Gyógyszerésztörténeti Könyvtár munkatársa volt.
Jól képzett gyógyszerészek kerültek ki köréből.

## Díjai
- az Egészségügy Kiváló Dolgozója (1955)
- Than Károly-érem (1973)
- Érdemes Gyógyszerész (1974)